# Nueva Vrajamandala
Nueva Vrajamandala es un poblado, templo y principal sede de la Asociación Internacional para la Conciencia de Krishna en España desde 1979. Está establecida en la finca Santa Clara, situada en el municipio de Brihuega (Guadalajara, España), en medio de un pinar junto al río Tajuña.